# Distrito electoral 7 (Illinois)
El distrito electoral de 7 (en inglés: Precinct 7) es un distrito electoral ubicado en el condado de Monroe en el estado estadounidense de Illinois. En el Censo de 2010 tenía una población de 569 habitantes y una densidad poblacional de 20,09 personas por km².

## Geografía
Según la Oficina del Censo de los Estados Unidos, tiene una superficie total de 28.32 km², de la cual 28.03 km² corresponden a tierra firme y (1.02%) 0.29 km² es agua.

## Demografía
Según el censo de 2010, había 569 personas residiendo en el distrito electoral de 7. La densidad de población era de 20,09 hab./km². De los 569 habitantes, el distrito electoral de 7 estaba compuesto por el 97.89% blancos, el 0% eran afroamericanos, el 0% eran amerindios, el 0.35% eran asiáticos, el 0% eran isleños del Pacífico, el 0% eran de otras razas y el 1.76% pertenecían a dos o más razas. Del total de la población el 0.18% eran hispanos o latinos de cualquier raza.